# 오타 게이스케 (1979년)
오타 게이스케(일본어: 太田 恵介, 1979년 4월 24일 ~ )는 일본의 전 축구 선수이다.

## 구단 경력
과거 아비스파 후쿠오카, 더스파 구사쓰에서 활동하였다.